# Rainer Peek
Rainer Peek (* 3. November 1958; † 31. Mai 2009) war ein deutscher Pädagoge und Professor für Pädagogik an der Universität zu Köln.

## Leben
Peek studierte Germanistik und Erziehungswissenschaft für das Lehramt (Sekundarstufe I und II) in Münster. Zwischen 1986 und 2003 war er wissenschaftlicher Mitarbeiter in den Bereichen Vorschulerziehung und empirische Bildungserziehung an den Universitäten in Münster, Hamburg und Berlin. Von 2003 bis 2007 war er Referent für Standardüberprüfungen und schulische Standards am Landesinstitut für Schule sowie am Ministerium für Schule und Weiterbildung des Landes Nordrhein-Westfalen. 2007 wechselte er an die Universität zu Köln und wurde Professor für Erziehungswissenschaft mit dem Schwerpunkt Schulforschung, wo er bis zu seinem Tod tätig war und unter anderem die wissenschaftliche Begleitstudie zu dem Projekt „Komm Mit! – Fördern statt Sitzenbleiben“ verantwortete, die sich mit Maßnahmen zur Reduzierung von Klassenwiederholungen beschäftigte.